# Puryŏng
Puryŏng (kor. 부령군, Puryŏng-gun) – powiat w Korei Północnej, w centralnej części prowincji Hamgyŏng Północny. W 2008 roku liczył 48 958 mieszkańców. Graniczy z powiatem Musan od zachodu i miastami Hoeryŏng od północy oraz Ch’ŏngjin od wschodu i południa. 90% terytorium powiatu to tereny leśne. Przez powiat przebiega linia kolejowa Musan, łącząca Komusan i miasteczko Musan, a także linia Hambuk z Ch’ŏngjin do Rasŏn.

## Historia
Przed wyzwoleniem Korei spod okupacji japońskiej powiat składał się z 8 miejscowości (kor. myŏn) oraz 53 wsi (kor. ri). W obecnej formie powstał w wyniku gruntownej reformy podziału administracyjnego w grudniu 1952 roku. W jego skład weszły wówczas tereny należące wcześniej do miejscowości Ch'ŏng'am, Puryŏng, Sŏkmak (powiat Puryŏng) i należące wcześniej do powiatu Rasŏn miejscowości Ryŏnch'ŏn, Susŏng (4 wsie) i Pugŏ (4 wsie). W październiku 1960 powiat stał się dzielnicą miasta Ch’ŏngjin, od którego został oddzielony niespełna 10 lat później, w lipcu 1970 roku.

## Podział administracyjny powiatu
W skład powiatu wchodzą następujące jednostki administracyjne:
| Nazwa jednostki administracyjnej | Rodzaj jednostki administracyjnej | Chosŏn’gŭl     | Hancha         |
| -------------------------------- | --------------------------------- | -------------- | -------------- |
| Puryŏng-ŭp                       | miasteczko                        | 부령읍         | 富寧邑         |
| Gomu-rodongjagu                  | dzielnica pracownicza             | 고무산로동자구 | 古茂山勞動者區 |
| Sŏkmak-rodongjagu                | dzielnica pracownicza             | 석막로동자구   | 石幕勞動者區   |
| Musu-rodongjagu                  | dzielnica pracownicza             | 무수로동자구   | 舞袖勞動者區   |
| Saha-ri                          | wieś                              | 사하리         | 沙河里         |
| Kŭmgang-ri                       | wieś                              | 금강리         | 金降里         |
| Hyŏngje-ri                       | wieś                              | 형제리         | 兄弟里         |
| Ch'oehyŏn-ri                     | wieś                              | 최현리         | 初峴里         |
| Ch'angp'yŏng-ri                  | wieś                              | 창평리         | 蒼坪里         |